# Zmizelý
Zmizelý (v anglickém originále Gone Boy) je 9. díl 29. řady (celkem 627.) amerického animovaného seriálu Simpsonovi. Scénář napsal John Frink a díl režíroval Rob Oliver. V USA měl premiéru dne 10. prosince 2017 na stanici Fox Broadcasting Company a v Česku byl poprvé vysílán 5. března 2018 na stanici Prima Cool.

## Děj
Levák Bob sbírá s ostatními muži ze Springfieldské věznice odpadky v rámci veřejně prospěšných prací. Když však práci dokončí, rodina Simpsonových najede půjčeným autem do kontejneru s odpadky, čímž je vysype. Homer s Bartem si hrají s půjčeným autem. Bartovi se chce na záchod a jde do lesa, přičemž svou vlastní vinou spadne do šachty. Ocitne v bunkru, ve kterém se nachází raketa. Snaží se odtamtud dostat ven, jenže starý žebřík se rozbije. Bart najde telefon, který použije ke šprýmu, kabel poté shoří. Milhouse jej najde, ale kvůli jeho nešikovnosti se mu nedaří Bartovi pomoci.
Rodina, springfieldská policie i Bob a ostatní vězni začnou po Bartovi pátrat v lese, ale náčelník Wiggum a jeho kolegové jako obvykle selžou. Ve zprávách Kent Brockman prohlásí, že Bart je dle predikcí mrtvý, s čímž se Bob jen těžko smiřuje. Milhouse se rozhodne využít situace a utěšuje Lízu, než aby jí řekl pravdu. Bart mezitím opraví kabel od telefonu a zavolá Marge, aby ji ujistil, že je naživu. Po chvíli však shoří celý telefon. Marge se rozhodne jít svého syna hledat.
Když Milhouse po dalším objímání od Lízy odejde z domu, Bob ho donutí, aby ho přivedl k Bartovi. Bob strčí Milhouse do šachty a okamžitě ho následuje. Homerovi a dědovi se Barta opět nepodaří najít, zatímco Bob je přiváže k raketě a pokusí se ji odpálit, a oba tím zabít. Brzy však změní názor a na radu vězeňského terapeuta je zachrání.
O šest měsíců později Bob podstupuje vězeňskou terapií a slibuje si, že až mu vyprší tři doživotní tresty, otevře si obchod s květinami.
O mnoho let později se Bob uchýlí do ústraní na maják, kde mu pošťák doručuje poštu.

## Přijetí
Dennis Perkins z webu The A.V. Club udělil dílu hodnocení B+ a napsal: „Souvislá dějová linie – splněno. Pečlivě rozvíjené gagy – splněno. Repliky, které mě nahlas rozesmály – párkrát splněno. Když se k tomu všemu přidá osvěžující nedostatek atonálních vtipů, které buď porušují ducha seriálu, nebo se lehce podbízejí popkulturním efemérám, a dokonce i napůl slušný gag z vánočního gauče, ke konci Zmizelého jsem zjistil, že jsem se při sledování Simpsonových bavil.“
Tony Sokol, kritik Den of Geek, ohodnotil díl třemi hvězdičkami z pěti s komentářem: „Simpsonovi musí mít na paměti, že se blíží konec. V minulé epizodě přišel den, kdy Homer přestane pít. Tento týden si Levák Bob uvědomí, že už nechce Barta zabít. Tedy až do chvíle, kdy bude chtít Barta zabít příště, protože k tomuto závěru dospěl už dříve. I když to možná trochu souvisí s jeho politováníhodným tetováním ‚Zemři, Barte, zemři‘. (…) Zmizelý je v podstatě spojením dvou epizod, kdy Bart spadl do šachty a snažil se opravit starý telefon, který způsobil skvělý žert, a epizody, kdy Levák Bob vyhrožoval, že pokud nebude televize vymýcena, vyhodí Springfield do povětří.“
Zmizelý dosáhl ratingu 2,3 s podílem 8 a sledovalo jej 6,06 milionu lidí, čímž se umístil na první příčce nejsledovanějších pořadů toho večera na stanici Fox.